# 꽝호아
꽝호아(베트남어: Quảng Hòa / 廣和 광화 / 1541년 ~ 1546년)는 베트남 막 왕조(莫朝) 제3대 군주 헌종(憲宗) 막푹하이(莫福海)의 연호이다.

## 개원
- 다이찐(大正) 11년(1540년) 2월에 연호를 꽝호아(廣和)로 정하고, 다음 해 1월 1일[1](율리우스력 1541년 1월 27일)에 개원함.[2][3][4]

- 꽝호아(廣和) 6년 5월 8일[5](율리우스력 1546년 6월 5일)에 연호를 빈딘(永定)으로 정하고, 다음 해 1월 1일[6](율리우스력 1547년 1월 22일)에 개원함.[2][3][4]

## 연대 대조표
| 꽝호아 | 서기 (西紀) | 간지 (干支) | 후 레 왕조 연호      | 명나라 연호     |
| 원년   | 1541년      | 신축 (辛丑) | 응우옌호아(元和) 9년 | 가정(嘉靖) 20년 |
| 2년    | 1542년      | 임인 (壬寅) | 응우옌호아 10년      | 가정 21년       |
| 3년    | 1543년      | 계묘 (癸卯) | 응우옌호아 11년      | 가정 22년       |
| 4년    | 1544년      | 갑진 (甲辰) | 응우옌호아 12년      | 가정 23년       |
| 5년    | 1545년      | 을사 (乙巳) | 응우옌호아 13년      | 가정 24년       |
| 6년    | 1546년      | 병오 (丙午) | 응우옌호아 14년      | 가정 25년       |

## 동시대 연호

### 베트남
후 레 왕조(後黎朝)
- 응우옌호아(元和) (1533년 ~ 1548년)

### 중국
명(明)
- 가정(嘉靖) (1522년 ~ 1566년)

### 일본
- 덴분(天文) (1532년 ~ 1555년)

## 같이 보기
- 베트남의 연호